# 瓦西里·蒂策
瓦西里·蒂策（羅馬尼亞語：Vasile Tiță，1928年2月21日—2013年6月24日），罗马尼亚男子拳击运动员。他曾代表罗马尼亚参加1952年夏季奥林匹克运动会拳击比赛，获得男子75公斤级银牌。